# Charlotte (roman)
Pour les articles homonymes, voir Charlotte.
Charlotte est le 13e roman de David Foenkinos qui s'inspire de la vie de Charlotte Salomon, peintre allemande morte à Auschwitz à vingt-six ans, alors qu'elle était enceinte. La principale source est son œuvre autobiographique Leben? Oder Theater? (Vie ? ou Théâtre ?).
Le livre est un succès de librairie avec déjà 380 000 exemplaires vendus en décembre 2014.

## Résumé
Ce roman retrace la vie de Charlotte Salomon, jeune artiste allemande morte à vingt-six ans alors qu'elle était enceinte. Après une enfance à Berlin marquée par une tragédie familiale, Charlotte est exclue progressivement par les nazis de toutes les sphères de la société allemande. Elle vit une passion amoureuse fondatrice, avant de devoir tout quitter pour se réfugier en France. Exilée, elle entreprend la composition d'une œuvre picturale autobiographique d'une modernité fascinante, Leben? oder Theater? (Vie ? ou Théâtre ?). Se sachant en danger, elle confie ses dessins à son médecin.
L’œuvre est à la fois le portrait de l’artiste et l’évocation de son destin tragique. Mais c’est aussi le récit d’une quête, celle d’un écrivain hanté par une artiste, qui part à sa recherche.

## Personnages principaux
- Charlotte : personnage principal, artiste peintre
- Franziska : la mère de Charlotte
- Albert : le père de Charlotte
- Paula Lindberg : la belle-mère de Charlotte, grande cantatrice
- Mlle Stagard : une nounou
- Mlle Hase : une nounou
- Ottilie Moore : une riche Américaine qui recueille ses grands-parents puis Charlotte
- Barbara : une amie des Beaux-arts
- Alfred : le professeur de Paula puis l'amant de Charlotte
- les grands-parents de Charlotte
- Dr Moridis : un médecin français
- Alexander Nagler : l'amant d'Ottilie puis le mari de Charlotte

## Réception critique
- Culturebox : L'auteur de La Délicatesse recompose la vie de cette artiste qu'il aime dans une forme littéraire inattendue, qui ressemble à un long chant. Un pari réussi.[réf. nécessaire]
- Les Échos : L’histoire de Charlotte Salomon est tellement oppressante que David Foenkinos, de son propre aveu, se révèle longtemps incapable d’écrire deux phrases de suite. […] On le lit dans le même élan, avec la même émotion.[réf. nécessaire]

L'Obs est beaucoup moins enthousiaste et dénonce un récit « sans vergogne » avec « l'un des personnages les plus creux du roman français » et une thématique historique de la Shoah dont « comme du reste, Foenkinos n’a rien à dire ». Pour Les Inrockuptibles, gênés par la « fausse simplicité de l’écriture », l'auteur a voulu « s’acheter une crédibilité littéraire », tentative qui débouche sur « un résultat inconsistant ».

## Prix
- Prix Liste Goncourt : le choix polonais décerné le 26 octobre 2014 par un jury d’étudiants des départements de français de douze universités polonaises  à l'Institut français de Cracovie dans le cadre du Festival international de littérature Joseph-Conrad
- Prix Renaudot 2014
- Prix Goncourt des lycéens 2014
- Récompensé aux Globes de Cristal dans la catégorie Meilleur Roman-essai 2015
- Prix Louise de Marillac 2016 attribué par les classes de seconde de ce même lycée.